# Rothschildia betis
Rothschildia betis är en fjärilsart som beskrevs av Walker 1855. Rothschildia betis ingår i släktet Rothschildia och familjen påfågelsspinnare. Inga underarter finns listade.